# Ferrocarril del Norte de Mallorca
La companyia Ferrocarril del Norte de Mallorca fou una empresa ferroviària constituïda el 1911 amb la voluntat de construir una línia fèrria que connectàs amb Pollença, i que desaparegué cap a 1921 després que el projecte no es materialitzàs.

## Història
La companyia va néixer amb el projecte de construir una línia de ferrocarril circular entre Inca i sa Pobla que, sortint de la primera localitat, passàs per Selva, Caimari (substituïda més tard per Moscari), Campanet, Pollença (d'on sortiria un ramal al Port de Pollença), Alcúdia i el Port d'Alcúdia, per finalitzar a sa Pobla. La línia també havia de comptar amb abaixadors a Can Sion i l'Albufereta, a la Badia de Pollença. El recorregut total previst era de 57 km.
L'objectiu fonamental del projecte era connectar a la xarxa ferroviària mallorquina amb els ports d'Alcúdia i de Pollença, traient profit de les seves possibilitats com a ports de cabotatge i el Raiguer oriental, ric en productes agraris i miners. La companyia es va constituir el 1911 i a concessió es va atorgar a Joan March Ordinas el 1912, any en què es va posar la primera pedra de l'estació de Pollença. L'enginyer Gaspar Gestido Penya, pollencí, presentà el projecte, que comportava una estació a Selva (a la Creu de Son Priam), una a Caimari, una a Campanet i una a Pollença, i a continuació a Alcúdia i al Port. Els caimariencs s'oposaren al projecte, i l'estació se substituí per una a Moscari. El batle de Selva s'oposà al projecte.
El projecte va restar paralitzat fins que, l'any 1921, els diaris informaren que se suprimiria la connexió Inca-Pollença, restant únicament el segment de Pollença a sa Pobla, cosa que provocà el rebuig dels municipis perjudicats. La línia finalment no es va construir i una de les causes principals podrien ser els interessos econòmics de l'oligarquia palmesana que veien perillar el monopoli del port de la capital.

## Altres iniciatives derivades
L'any 1937, en el marc de la Guerra Civil, els militars iniciaren la construcció de la línia sa Pobla-Port d'Alcúdia, de 14 quilòmetres, amb finalitats exclusivament militars, que foren abandonades amb la conclusió del conflicte. Tanmateix, als anys 50 es va reprendre el projecte que ja comptava amb bona part de l'obra de fàbrica construïda i es projectà la seva prolongació fins al Port de Pollença. Tanmateix, la línia no es finalitzà a causa del fet que quan s'obrí una trinxera en les proximitats d'Alcúdia aparegueren importants restes arqueològiques de la ciutat romana de Pol·lència que dificultaven la connexió amb el port.
Als anys 80, el projecte va reviscolar per tal de servir de lignits a la Central Tèrmica d'Es Murterar, sense que la iniciativa es concretàs.
Amb el primer Pacte de Progrés, transferides les competències ferroviàries a les Illes Balears, es tornà a llançar la idea de connectar sa Pobla amb Alcúdia per línia fèrria. El trajecte anterior es trobava dificultat per la urbanització del Port d'Alcúdia, per la qual cosa es preveia finalitzar la línia devora el polígon industrial d'Alcúdia, a tocar s'Albufera, lloc on intercanviaria amb una futura línia tramviària que hauria d'unir el port de Pollença amb Can Picafort. Aquest projecte s'integrà al Pla Director Sectorial de Transports de les Illes Balears, que quan passà per la Comissió Balear de Medi Ambient, atès que una part havia quedat inclòs en Xarxa Natura 2000, va ser condicionat a la realització d'un estudi d'alternatives que descartàs l'existència de recorreguts alternatius i, si n'hi havia, optar pel de menor impacte ambiental, d'acord amb la Llei per a la conservació dels Espais de Rellevància Ambiental (LECO).
L'any 2007, quan s'iniciaren els estudis d'implantació de la línia es va identificar un altre potencial corredor ferroviari paral·lel a la carretera Palma-Alcúdia amb menors afeccions ambientals, que va comptar amb la ferma oposició de l'Ajuntament d'Alcúdia. Davant la impossibilitat de consensuar una solució, el Govern de les Illes Balears va acordar destinar els recursos prevists per aquesta obra a l'electrificació de tota la xarxa ferroviària mallorquina, quedant novament paralitzada la seva execució.